# Garsauritis xanthostola
Garsauritis xanthostola är en fjärilsart som beskrevs av Bates 1862. Garsauritis xanthostola ingår i släktet Garsauritis och familjen praktfjärilar. Inga underarter finns listade i Catalogue of Life.